# Herb gminy Jasienica Rosielna
Herb gminy Jasienica Rosielna – jeden z symboli gminy Jasienica Rosielna, autorstwa Włodzimierza Chorązkiego, ustanowiony 10 czerwca 2009.

## Wygląd i symbolika
Herb przedstawia na tarczy w polu błękitnym półtrzecia krzyża srebrnego, u podstawy dwie gałązki laurowe w wieniec złote. Półtrzecia krzyża jest godłem herbowym herbu szlacheckiego Pilawa. Herbem tym posługiwała się rodzina Kamienieckich, która założyła w XV wieku trzy z czterech wsi na terenie dzisiejszej gminy Jasienica Rosielna: Jasienicę, Wolę Jasienicką i Orzechówkę. Gałązki laurowe zostały zaczerpnięte ze słownego opisu herbu Jasienicy, która posiadała prawa miejskie od 1727 do 1918. Opis ten jest niekompletny, podaje błękitne pole i żółte gałązki, które zapewne otaczały jakieś inne godło. Gałązki widniały także na pieczęci wsi Blizne, używanej w XIX wieku. Tym sposobem w herbie znalazły się godła odnoszące się do wszystkich czterech wsi gminy.